# Скоренцов Валерій Анатолійович
 Вале́рій Анато́лійович Скоренцо́в (нар. 14 липня 1987, с. Федірки Світловодського району (з 2020 року — Олександрійського району на Кіровоградщині, Українська РСР, СРСР — пом. 8 листопада 2022, Херсонська область) — український спортсмен і військовик, чемпіон світу з хортингу, майстер спорту України з панкратіону, майстер спорту міжнародного класу з військово-спортивного багатоборства. Старший лейтенант Збройних сил України, учасник російсько-української війни, що трагічно загинув під час російського вторгнення в Україну.

## Життєпис
Валерій Скоренцов народився 1987 року в селі Федірках Світловодського району (з 2020 року — Олександрійського району на Кіровоградщині. Після закінчення 9-ти класів вступив до Олександрійського професійно-технічного училища № 7 за спеціальністю автослюсар. Продовжив навчання в Олександрійському педагогічному коледжі імені Василя Сухомлинського за фахом вчитель фізичного виховання. У 2013 році закінчив Глухівський національний педагогічний університет імені Олександра Довженка. Здобув освітній ступінь магістра за спеціальністю викладач фізичного виховання, вчитель фізичної культури та валеології, керівник спортивних секцій та організатор туристичної роботи. З 2014 року працював у Ліцеї інформаційних технологій Олександрійської міської ради. Одночасно працював тренером місцевого патріотично-спортивного клубу «Захист». У період, з 9 вересня 2016 року по 27 липня 2022 року служив в окремому загоні спеціального призначення Центрального територіального управління Нацгвардії України. Потім перевівся до військової частини 3011 Центрального оперативно-територіального об'єднання Нацгвардії, де обійняв посаду командира 3-го взводу оперативного призначення роти на бронеавтомобілях. Загинув 8 листопада 2022 року в бою за звільнення Херсонської області. Чин прощання відбувся 11 листопада в Олександрії. Поховали воїна на військовому кладовищі під залпи останнього салюту.

## Родина
У загиблого залишилися дружина та неповнолітня донька.

## Нагороди
- орден «За мужність» III ступеня (2023, посмертно) — за особисту мужність і самовідданість, виявлені у захисті державного суверенітету та територіальної цілісності України, сумлінне і бездоганне служіння Українському народові.